# Wohnhaus Waldstraße 68
Das Wohnhaus Waldstraße 68 in Syke stammt von 1726. Es wurde als Forsthaus genutzt. Seit 2018 ist hier die DRK-Tagespflege Syke Am Vorwerk.
Das Gebäude steht unter Denkmalschutz.

## Geschichte
Das eingeschossige verputzte Fachwerkhaus mit einem Satteldach und den Giebeln über gerundeten Balkenköpfen wurde 1726 als Forstdienstgebäude auf einem 3800 m² großen Areal gebaut. Westlich (links) lag früher der Wirtschaftsflügel, östlich (rechts) die unterkellerte Wohnung. Nach späterem Umbau fand nur eine Wohnraumnutzung statt. Es wurde um 1996 vom Land verkauft; die Bürgerstiftung Syke hatte in dem Wohnhaus auch ihren Sitz. Seit 2018 ist hier auch das DRK mit der Tagespflege Syke Am Vorwerk.
Hinweis: Das Forsthaus-Ensemble des Landes befindet sich Waldstraße 78.